# Суслов, Николай Григорьевич
Николай Григорьевич Суслов (9 августа 1899 —  21 сентября 1962) — старший оперуполномоченный 3-го отделения 2-го отдела 6-го управления НКГБ СССР, генерал-майор (1945).

## Биография
Русский, из семьи сапожника. Окончил Сретенскую церковно-приходскую школу в Москве в 1912 году. Работал упаковщиком в галантерейном магазине Гиршмана (с сентября 1913 года по февраль 1917 года) и сапожником в мастерской отца (с февраля 1917 года по октябрь 1918 года). Кандидат в члены ВКП(б) с мая 1931 года, член ВКП(б) с июля 1937 года.
В октябре 1918 года поступил на службу в РККА красноармейцем 45-го рабочего полка, воевал на Южном, Восточном и Ферганском фронтах до сентября 1923 года, был стрелком ВОХР Наркомфина в Москве до августа 1924 года. Поступает на службу в органы госбезопасности: комиссар оперотдела ОГПУ СССР (август 1924—1 июля 1932), комиссар 4-го отделения оперотдела ОГПУ СССР (1 июля 1932—10 июля 1934), комиссар 4-го отделения оперотдела ГУГБ НКВД СССР (10 июля 1934—28 ноября 1936), сотрудник для особых поручений 1-го отдела ГУГБ НКВД СССР (декабрь 1936—1 мая 1938), начальник группы 2-го отделения 1-го отдела ГУГБ НКВД СССР (1 мая 1938—февраль 1941), сотрудник 1-го отдела НКГБ СССР (февраль-август 1941). Начальник группы охраны Л. М. Кагановича 4-го отделения 1-го отдела НКВД СССР (8 августа 1941—10 мая 1942), старший оперуполномоченный 4-го отделения 1-го отдела НКВД СССР (10 мая 1942—17 мая 1943). В 1943 году для особых поручений в группе члена военного совета Закавказского фронта Л. М. Кагановича. С 17 мая 1943 года по 15 апреля 1946 года — старший оперуполномоченный 3-го отделения 2-го отдела 6-го управления НКГБ СССР (охрана правительства). Старший оперуполномоченный Управления охраны № 2 МГБ СССР (с 15 апреля по 25 декабря 1946 года), заместитель начальника отделения Управления охраны № 2 Главного управления охраны МГБ СССР (с 25 декабря 1946 года по июль 1951 года).
Ушёл в отставку в августе 1951 года.
Похоронен на Ваганьковском кладбище.

### Звания
- 11.12.1935, старший лейтенант государственной безопасности;
- 26.04.1938, капитан государственной безопасности;
- 14.03.1940, майор государственной безопасности;[4]
- 14.02.1943, полковник государственной безопасности
- 28.03.1944, комиссар государственной безопасности;
- 09.07.1945, генерал-майор.[5]

### Награды
- орден Ленина (21 февраля 1945) — за выслугу лет в органах НКВД-НКГБ
- орден Красного Знамени (24 ноября 1950)
- орден Красного Знамени (3 ноября 1944) — за выслугу лет в органах НКВД-НКГБ
- орден Красного Знамени (9 февраля 1943)
- орден Красной Звезды (28 августа 1937)
- 7 медалей:
  - медаль «За победу над Германией»
  - медаль «За отвагу» (26 апреля 1940) — за успешное выполнение заданий Правительства по охране государственной безопасности
  - медаль «XX лет РККА» (15 октября 1938)
- знак «Почётный работник ВЧК-ОГПУ (XV)» (4 февраля 1933)